# ريان كلارك
ريان كلارك (بالإنجليزية: Ryan Clarke)‏ (30 أبريل 1982 برستل المملكة المتحدة - ) هو لاعب كرة قدم بريطاني يلعب كحارس مرمى.

## وصلات خارجية
ريان كلارك على موقع قاعدة بيانات كرة القدم.إي يو (الإنجليزية)
- ريان كلارك على موقع Soccerbase.com (لاعب) (الإنجليزية)
- ريان كلارك على موقع Soccerway.com (الإنجليزية)